# Прапор Бішкека
Прапор Бішкека є офіційним символом міста республіканського значення Бішкек.

## Опис
Прапор міста є синім полотнищем, на якому в білому колі зображено герб Бішкека.